# Słupsk (gemeente)
De gemeente Słupsk is een landgemeente in het Poolse woiwodschap Pommeren, in powiat Słupski.
De gemeente bestaat uit 26 administratieve plaatsen solectwo: Bierkowo, Bukówka, Bydlino, Bruskowo Wielkie, Bruskowo Małe, Gać, Gałęzinowo, Głobino, Grąsino, Karżcino, Krępa Słupska, Krzemienica, Kukowo, Lubuczewo, Redzikowo, Siemianice, Stanięcino, Strzelino, Strzelinko, Swołowo, Warblewo, Wiklino, Wielichowo, Włynkowo, Włynkówko, Wrzeście en 3 osiedla: Jezierzyce-Osiedle, Kusowo, Redzikowo-Osiedle
De zetel van de gemeente is in Słupsk.
Op 30 juni 2004 telde de gemeente 13 546 inwoners.

## Oppervlakte gegevens
In 2002 bedroeg de totale oppervlakte van gemeente Słupsk 260,58 km², waarvan:
- agrarisch gebied: 62%
- bossen: 28%

De gemeente beslaat 11,31% van de totale oppervlakte van de powiat.

## Demografie
Stand op 30 juni 2004:
| Omschrijving                   | Totaal | Totaal | Vrouwen | Vrouwen | Mannen | Mannen |
| ------------------------------ | ------ | ------ | ------- | ------- | ------ | ------ |
| eenheid                        | aantal | %      | aantal  | %       | aantal | %      |
| inwoners                       | 13 546 | 100    | 6842    | 50,5    | 6704   | 49,5   |
| bevolkingsdichtheid (inw./km²) | 52     | 52     | 26,3    | 26,3    | 25,7   | 25,7   |

In 2002 bedroeg het gemiddelde inkomen per inwoner 1794,24 zł.

## Zonder de statussołectwo
Gać Leśna, Gajki, Jezierzyce, Kępno, Łękwica, Łupiny, Niewierowo, Płaszewko, Redęcin, Rogawica, Swochowo, Warblewko, Wierzbięcin, Wieszyno, Zamełowo.

## Aangrenzende gemeenten
Damnica, Dębnica Kaszubska, Główczyce, Kobylnica, Postomino, Słupsk, Smołdzino, Ustka